# Groupe de travail indépendant sur l'Amérique du Nord
Le groupe de travail indépendant sur l’Amérique du Nord est un projet organisé par le Council on Foreign Relations (États-Unis), le Conseil canadien des chefs d'entreprise, et le Consejo Mexicano de Asuntos Internacionales. Il était présidé par l'ancien député et ministre fédéral canadien John Manley et préconise une plus grande intégration sociale et économique entre le Canada, le Mexique et les États-Unis.
Il a été fondé en 2004 et il a publié deux documents, l’Appel tri-national en faveur de la création d’une communauté économique et de sécurité nord-américaine d’ici 2010 (mars 2005) et son dernier rapport Construire une communauté nord-américaine (mai 2005), en faveur d'une éventuelle Union nord-américaine.